# مجلس الأمن القومي الهندي
مجلس الأمن القومي الهندي (NSC) هي وكالة حكومية تنفيذية مكلفة بتقديم المشورة لمكتب رئيس الوزراء بشأن مسائل تتعلق بالأمن القومي والمصالح الاستراتيجية. أسسها رئيس وزراء الهند السابق أتال بيهاري فاجبايي في 19 نوفمبر 1998، وبراجيش ميشرا كأول مستشار للأمن القومي. قبل تشكيل مجلس الأمن القومي، كان الأمين العام لرئيس الوزراء السابق يشرف على هذه الأنشطة.

## الهيكل التنظيمي
مجلس الأمن القومي هو الهيئة الرئيسية للهيكل ثلاثي المستويات لنظام إدارة الأمن القومي في الهند. المستويات الثلاثة هي مجموعة السياسات الاستراتيجية والمجلس الاستشاري للأمن القومي وأمانة من لجنة المخابرات المشتركة.

### مجموعة السياسات الاستراتيجية
إن مجموعة السياسات الاستراتيجية هي المستوى الأول من هيكل المستويات الثلاث لمجلس الأمن القومي. وهي تشكل نواة جهاز صنع القرار في مجلس الأمن القومي الهندي. مستشار الأمن القومي أجيت دوفال هو رئيس المجموعة ويتكون من الأعضاء التاليين:
- سكرتير مجلس الوزراء
- حاكم البنك الاحتياطي الهندي
- وزير الخارجية
- وزير الدفاع
- وزير الداخلية
- وزير المالية
- سكرتير (بحث) (أي رئيس جناح البحث والتحليل)
- رئيس أركان الجيش
- رئيس هيئة الأركان البحرية
- رئيس هيئة الأركان الجوية
- رئيس المجلس المركزي للضرائب المباشرة
- سكرتير (الإنتاج الدفاعي)
- سكرتير (الطاقة الذرية)
- سكرتير (الفضاء) ورئيس بحكم منصبه، المنظمة الهندية لأبحاث الفضاء[3]
- رئيس لجنة المخابرات المشتركة
- مدير مكتب المخابرات
- المستشار العلمي لوزير الدفاع ورئيس منظمة البحث والتطوير الدفاعي
- مدير عام وكالة المخابرات الدفاعية

تتولى مجموعة السياسات الاستراتيجية مراجعة الدفاع الاستراتيجي، وهي عبارة عن مخطط للتهديدات الأمنية القصيرة والطويلة الأجل، بالإضافة إلى خيارات السياسة الممكنة على أساس الأولوية.

## روابط خارجية
- الموقع الرسمي للمجلس الاستشاري للأمن القومي نسخة محفوظة 25 يونيو 2017 على موقع واي باك مشين.
- مركز الصراع المعاصر - منظمة الأمن الداخلي والاستخبارات الهندية نسخة محفوظة 3 سبتمبر 2007 على موقع واي باك مشين.
- معلومات التجسس - الهند، المخابرات والأمن
- FAS - مديرية المخابرات بين الخدمات نسخة محفوظة 11 يونيو 2014 على موقع واي باك مشين.
- الأمن العالمي - المخابرات الهندية ووكالات الأمن